# Jean Bourgain
Jean Bourgain (Ostenda, 28 febbraio 1954 – Bonheiden, 22 dicembre 2018) è stato un matematico belga, noto per i suoi contributi in varie aree della matematica. Grazie a questi, nel 1994 ha vinto la prestigiosa medaglia Fields.

## Biografia
Bourgain ha ottenuto il Ph.D. dalla Vrije Universiteit Brussel nel 1977, diventando in seguito professore nella stessa università, posizione che ha tenuto fino al 1985. Nel 1983 gli è stato assegnato il prestigioso Premio Salem. Successivamente è stato professore presso l'Università dell'Illinois (Urbana-Champaign) e all'Institut des Hautes Études Scientifiques e per un anno all'Università Ebraica di Gerusalemme, nel 1988, e al California Institute of Technology, nel 1991. Nel 1994 è stato chiamato all'Institute for Advanced Study a Princeton. Nello stesso anno, ha vinto la medaglia Fields, grazie ai suoi lavori su "molti campi fondamentali dell'analisi matematica: la geometria degli spazi di Banach, la convessità in dimensioni elevate, l'analisi armonica, la teoria ergodica e, infine, le equazioni differenziali parziali non lineari".
Altri campi in cui Burgain ha dato importanti contributi sono la teoria analitica dei numeri, la combinatoria, la teoria spettrale e, più recentemente, la teoria dei gruppi.
Oltre alla medaglia Fields e al premio Salem, Bourgain è stato insignito di molti importanti riconoscimenti, quali il premio  E Cartan, nel 1990, il premio Ostrowski nel 1991, il premio Shaw, nel 2010 e il Premio Crafoord dell'Accademia reale svedese delle scienze nel 2012.
Inoltre, è stato eletto membro delle accademie delle scienze francese, polacca, e svedese.